# Pieczęć stanowa Montany

Pieczęć stanowa Montany

Pieczęć stanowa Montany została przyjęta w 1865 roku. Przedstawia Góry Skaliste i rzekę Missouri. Pług, łopata i kilof symbolizują rolnictwo i górnictwo. Na wstędze u dołu pieczęci umieszczono stanowe motto: Oro y plata, co oznacza złoto i srebro. Napis na brzegu głosi: Wielka pieczęć stanu Montana.